# Sada-Chihoué
Sada-Chihoué är en ort i Komorerna.   Den ligger i distriktet Grande Comore, i den nordvästra delen av landet, 25 km nordost om huvudstaden Moroni. Sada-Chihoué ligger 510 meter över havet och antalet invånare är 551. Den ligger på ön Grande Comore.
Terrängen runt Sada-Chihoué är varierad. Havet är nära Sada-Chihoué österut.  Närmaste större samhälle är Mbéni, 0,91 km norr om Sada-Chihoué. 